# Peter Bessone
Temple de la renommée américain : 1978
Peter Bessone, épelé quelquefois Besson, (né le 13 janvier 1913 à New Bedford dans l'État du Massachusetts aux États-Unis - mort le 5 décembre 1989 à Irvine, dans l'État de la Californie aux États-Unis) est un joueur professionnel américain de hockey sur glace qui évoluait en position de défenseur.
Plusieurs fois champion de France avec le Stade français au début des années 1930, il est sélectionné en équipe des États-Unis pour le championnat du monde 1934 où elle termine deuxième.
En 1938, il fait ses débuts professionnels avec les Red Wings de Détroit de la Ligue nationale de hockey (LNH). Il passe ensuite neuf saisons dans la Ligue américaine de hockey (LAH), remportant la Coupe Calder en 1945 avec les Barons de Cleveland. En 1978, il est intronisé au Temple de la renommée du hockey américain.
Son frère cadet Amo a connu une courte carrière de joueur professionnel avant de devenir pendant vingt-huit ans l'entraîneur-chef emblématique des Spartans de Michigan State du Championnat NCAA. En 1992, il entre à son tour au Temple américain.

## Biographie

### Jeunesse
Natif de New Bedford dans l'État du Massachusetts, Peter Bessone fait ses études à une high school de West Springfield. Il y devient un athlète confirmé pratiquant le football américain, le baseball et le hockey sur glace. Suivant la fin de ses études, il se tourne définitivement vers le hockey et joue pour une équipe locale, les West Side Rangers.

### Les années folles du Vel'D'hiv
En 1931, il tente sa chance en Europe et s'installe à Paris en France où il joint la section hockey du Stade français qui vient d'être créée à l'initiative du promoteur américain Jeff Dickson. Très vite, Bessone devient l'une des coqueluches du public parisien durant les années folles du Vel'D'hiv. Comptant également le vétéran Gerry Geran dans son effectif, le Stade remporte son premier titre de champion de France dès sa saison inaugurale, dominant en finale leurs rivaux du Racing Club de France.
L'année suivante, les stadistes affronte le Central Hockey Club des frères Ramsey en demi-finales. Menés 2-0 à la suite de buts de Charles Ramsay, les tenants du titre reviennent grâce à des réalisations de ses américains poussant la partie en prolongation au cours de laquelle Bessone donne la victoire aux siens. En finale, le Stade retrouve le Racing et Bessone est de nouveau l'auteur du but victorieux, le seul de la rencontre, offrant ainsi un second titre consécutif l'année du cinquantième anniversaire du club omnisports.
Pour la saison 1933-1934, la section est renommée les Rapides de Paris. En décembre, ils se rendent à Davos en Suisse et prennent part à la Coupe Spengler. Vainqueurs du LTC Prague et de l'Université de Cambridge au premier tour, les Rapides se qualifient pour la finale mais s'inclinent face au club local sur un but de Bibi Torriani. En février, Pete Bessone est appelé à renforcer l'équipe des États-Unis pour le championnat du monde organisé à Milan en Italie. Au cours de la demi-finale gagnée 3-0 face à l'Allemagne, il inscrit deux buts et fait une passe sur le troisième. En finale, les américains sont battus par le Canada. Quelques jours plus tard, Bessone retrouve la glace parisienne. Vainqueurs des Français Volants en demi-finales, les Rapides remportent leur troisième titre aisément face au Chamonix HC sur la marque de 7 buts à 0, Bessonne inscrivant deux.
La saison suivante, l'équipe reprend le nom de son club-parent. De novembre à février, le Stade dispute la Coupe Internationale, une compétition opposant des clubs européens. Deuxièmes de leur groupe à égalité de points avec le club anglais de Streatham, les stadistes sont éliminés suivant les deux matchs d'appui joués face à cette équipe, éventuel vainqueur de la coupe. Pour consolation, le Stade remporte quelque temps plus tard son quatrième sacre consécutif de champion de France, dominant en finale des Français Volants emmenés par Albert Hassler.
L'édition 1935-1936 marque la fin du règne des stadistes sur la scène nationale. Après avoir battu Chamonix en demi-finale, ils retrouvent les Français Volants. Cette année-là, la finale est jouée sur deux matchs. Victorieux lors de la première sur la marque de 3-2, les Volants gagnent la seconde 7 buts à 5 et remportent leur premier titres. Ces rencontres sont les dernières que Bessone joue à Paris, celui-ci retournant aux États-Unis durant l'automne qui suit.

### Retour aux États-Unis et débuts professionnels
À son retour, Peter Bessone joint les Yellow Jackets de Pittsburgh de l'Eastern Amateur Hockey League (EAHL), une équipe dirigée par Dinny Manners et qui a pour portier Frank Brimsek, future membre du Temple de la renommée alors au début de sa carrière. Les Jackets terminent quatrième et avant-dernier de la ligue. Auteur de 10 points en 47 parties joués, l'imposant défenseur est nommé dans la seconde équipe d'étoiles.
Bessonne débute l'édition 1937-1938 avec les Pontiacs de Détroit de la Michigan-Ontario Hockey League, un club-école des Red Wings de Détroit de la Ligue nationale de hockey (LNH). En janvier, il est appelé par l'entraîneur-chef des Wings Jack Adams qui cherche un remplaçant pour Ebbie Goodfellow blessé. Le 15, il signe avec la franchise un contrat de deux ans et, le soir même, fait ses débuts professionnels lors d'un déplacement chez les Maroons de Montréal. Après quelques parties jouées en LNH, il finit la saison avec l'équipe affiliée à Détroit dans l'International-American Hockey League (IAHL), les Hornets de Pittsburgh. Deuxième de la division Ouest, les Hornets sont éliminés en première ronde des séries éliminatoires par les Stars de Syracuse deux victoires à aucune. La saison terminée, les Red Wings, qui ont manqué les séries, et les Canadiens de Montréal se rendent en Angleterre et en France où ils jouent une série de neuf matchs, les premiers disputés par des équipes de la LNH en Europe. Au sein de l'effectif de Détroit retenu par Adams se trouve Bessone.

### Carrière en LAH

#### Avec les Hornets de Pittsburgh
Pete Bessone dispute l'édition 1938-1939 entièrement avec Pittsburgh. Bien que comptant le meilleur pointeur et passeur de la ligue Don Deacon, les Hornets terminent derniers de la division Ouest. Avec 87 minutes de pénalité, Bessone est le joueur le plus pénalisé de son équipe et le troisième de la ligue.
La saison 1939-1940 débute avec l'arrêt de l'affiliation de l'équipe avec les Red Wings qui cèdent les droits sur le défenseur à l'équipe de la Pennsylvanie. Les Hornets réalisent un meilleur parcours que l'année précédente, finissant deuxième de leur division. Associé à Mickey Blake en défense, Bessone se classe premier de l'IAHL en termes de pénalité avec 100 minutes, le premier joueur à atteindre cette barre dans l'histoire de la franchise. Au cours des séries, Pittsburgh élimine les Indians de Springfield puis les Bears de Hershey, deux victoires à une à chaque reprise. Pour leur première finale de la Coupe Calder, les joueurs au maillot frappé d'un P s'inclinent face aux Reds de Providence, battus en trois parties.
Peu de temps avant le début de l'exercice 1940-1941, les directeurs de l'IAHL décident de renommer la ligue American Hockey League - Ligue américaine de hockey (LAH) en français. En décembre, alors qu'il continue de se distinguer par son jeu rugueux, Bessone est  diagnostiqué avec une affection cardiaque, le forçant de suspendre sa carrière avec peu de chances de la reprendre. Cependant durant l'été suivant, il reçoit une convocation de se présenter à un bureau de recrutement des forces armées américaines. L'examen médical indique qu'il en bonne condition physique pour être enrôlé mais est rejeté car il est âgé de plus de 28 ans. Son affection ayant disparu, il décide donc de rechausser les patins.
De retour avec les Hornets, Bessone fait un début de saison 1941-1942 en douceur avant de retrouver son style de jeu agressif. Le 3 février, avec la Seconde Guerre mondiale rageant, la LAH organise son premier Match des étoiles dont les recettes sont partagées entre les Croix-Rouges américaine et canadienne. La rencontre oppose une équipe de joueurs de la Division Est à une la Division Ouest. Parmi les joueurs retenus dans l'équipe Ouest, Bessone est choisi pour la première ligne de défense, associé à Chuck Shannon des Bisons de Buffalo. À l'entame de la troisième période, il fait une passe décisive à Les Cunningham des Barons, égalisant le score à 2 buts partout. L'équipe Est s'impose finalement sur la marque de 5-4. Quelques semaines plus tard, la saison régulière se termine et Pittsburgh se classe dernier de sa division. Bessone finit de nouveau le joueur le plus puni de son équipe avec 102 minutes, soit 4 de moins que Bob Dill des Indians, premier de la ligue.

## Statistiques
| Saison     | Équipe                       | Ligue      |     | Saison régulière | Saison régulière | Saison régulière | Saison régulière | Saison régulière |   | Séries éliminatoires | Séries éliminatoires | Séries éliminatoires | Séries éliminatoires | Séries éliminatoires |
| Saison     | Équipe                       | Ligue      | PJ  | B                | A                | Pts              | Pun              | PJ               | B | A                    | Pts                  | Pun                  |                      |                      |
| 1936-1937  | Yellow Jackets de Pittsburgh | EAHL       | 47  | 6                | 4                | 10               | 53               |                  |   |                      |                      |                      |                      |                      |
| 1937-1938  | Pontiacs de Détroit          | MOHL       | 15  | 6                | 2                | 8                | 38               |                  |   |                      |                      |                      |                      |                      |
| 1937-1938  | Red Wings de Détroit         | LNH        | 6   | 0                | 1                | 1                | 6                |                  |   |                      |                      |                      |                      |                      |
| 1937-1938  | Hornets de Pittsburgh        | LAH        | 16  | 1                | 1                | 2                | 4                | 1                | 0 | 0                    | 0                    | 0                    |                      |                      |
| 1938-1939  | Hornets de Pittsburgh        | LAH        | 53  | 3                | 8                | 11               | 87               |                  |   |                      |                      |                      |                      |                      |
| 1939-1940  | Hornets de Pittsburgh        | LAH        | 54  | 4                | 8                | 12               | 100              | 9                | 0 | 2                    | 2                    | 20                   |                      |                      |
| 1940-1941  | Hornets de Pittsburgh        | LAH        | 17  | 0                | 3                | 3                | 22               |                  |   |                      |                      |                      |                      |                      |
| 1941-1942  | Hornets de Pittsburgh        | LAH        | 53  | 2                | 18               | 20               | 102              |                  |   |                      |                      |                      |                      |                      |
| 1942-1943  | Hornets de Pittsburgh        | LAH        | 54  | 10               | 16               | 26               | 92               | 2                | 0 | 0                    | 0                    | 4                    |                      |                      |
| 1942-1943  | Barons de Cleveland          | LAH        | 1   | 0                | 0                | 0                | 0                |                  |   |                      |                      |                      |                      |                      |
| 1943-1944  | Barons de Cleveland          | LAH        | 50  | 6                | 20               | 26               | 119              | 11               | 0 | 1                    | 1                    | 6                    |                      |                      |
| 1944-1945  | Barons de Cleveland          | LAH        | 60  | 6                | 26               | 32               | 100              | 12               | 1 | 2                    | 3                    | 18                   |                      |                      |
| 1945-1946  | Barons de Cleveland          | LAH        | 50  | 2                | 14               | 16               | 88               | 8                | 0 | 0                    | 0                    | 9                    |                      |                      |
| 1946-1947  | Reds de Providence           | LAH        | 54  | 4                | 9                | 13               | 94               |                  |   |                      |                      |                      |                      |                      |
| 1949-1950  | Indians de Springfield       | LAH        | 4   | 0                | 0                | 0                | 2                |                  |   |                      |                      |                      |                      |                      |
| Totaux LAH | Totaux LAH                   | Totaux LAH | 466 | 38               | 123              | 161              | 810              | 43               | 1 | 5                    | 6                    | 57                   |                      |                      |

## Transactions en carrière
- 15 janvier 1938 : signe avec les Red Wings de Détroit à titre d'agent libre.
- 5 octobre 1939 : échangé aux Hornets de Pittsburgh par les Red Wings en retour d'argent.
- 1er novembre 1943 : échangé aux Barons de Cleveland par les Hornets en retour de Fred Robertson.

## Trophées et honneurs personnels
- Champion de France 1932, 1933, 1934 et 1935 avec le Stade français
- Vice-champion du monde 1934 avec l'équipe des États-Unis
- Nommé dans la seconde équipe d'étoiles 1937 de l'Eastern Amateur Hockey League
- Retenu pour le Match des étoiles de la LAH 1942
- Champion de la Coupe Calder 1945 avec les Barons de Cleveland
- Intronisé en 1978 au Temple de la renommée du hockey américain
- Champion d'Italie 1951 avec le Hockey Club Milano Inter